# Беато (Авелино)
Беато је насеље у Италији у округу Авелино, региону Кампанија.
Према процени из 2011. у насељу је живело 71 становника. Насеље се налази на надморској висини од 187 м.